# Oshawa (circonscription provinciale)
Pour les articles homonymes, voir Oshawa.
Circonscription électorale provinciale du Canada
Oshawa est une circonscription provinciale de l'Ontario représentée à l'Assemblée législative de l'Ontario depuis 1955.

## Géographie

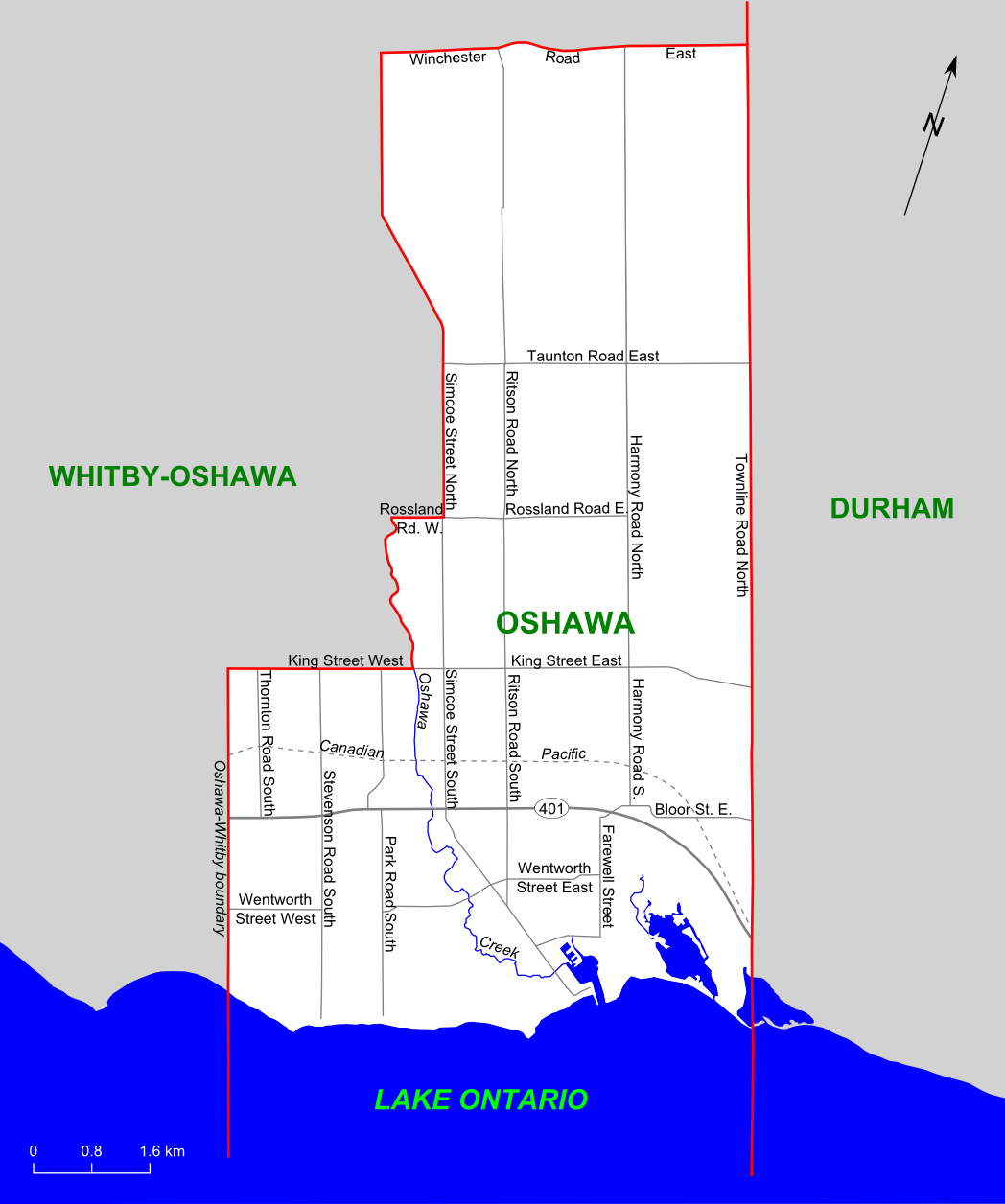
Ancienne circonscription d'Oshawa, excluant la partie nord-ouest de la ville

La circonscription de la banlieue est de Toronto sur le bord du lac Ontario est constituée de la partie sud de la ville d'Oshawa.
Les circonscriptions limitrophes sont Durham et Whitby.

## Historique
| Législature                            | Années        | Député       | Député           | Parti                     |
| -------------------------------------- | ------------- | ------------ | ---------------- | ------------------------- |
| Oshawa Circonscription issue d'Ontario |               |              |                  |                           |
| 25e                                    | 1955-1959     |              | T. D. Thomas     | Commonwealth coopératif   |
| 26e                                    | 1959-1963     |              | T. D. Thomas     | Commonwealth coopératif   |
| 27e                                    | 1963-1967     |              | Albert Walker    | Progressiste-conservateur |
| 28e                                    | 1967-1971     |              | Cliff Pilkey     | Néo-démocrate             |
| 29e                                    | 1971-1975     |              | Charles McIlveen | Progressiste-conservateur |
| 30e                                    | 1975-1977     |              | Michael Breaugh  | Néo-démocrate             |
| 31e                                    | 1977-1981     |              | Michael Breaugh  | Néo-démocrate             |
| 32e                                    | 1981-1985     |              | Michael Breaugh  | Néo-démocrate             |
| 33e                                    | 1985-1987     |              | Michael Breaugh  | Néo-démocrate             |
| 34e                                    | 1987-1990     |              | Michael Breaugh  | Néo-démocrate             |
| 35e                                    | 1990-1995     | Allan Pilkey |                  | Néo-démocrate             |
| 36e                                    | 1995-1999     |              | Jerry Ouellette  | Progressiste-conservateur |
| 37e                                    | 1999-2003     |              | Jerry Ouellette  | Progressiste-conservateur |
| 38e                                    | 2003-2007     |              | Jerry Ouellette  | Progressiste-conservateur |
| 39e                                    | 2007-2011     |              | Jerry Ouellette  | Progressiste-conservateur |
| 40e                                    | 2011-2014     |              | Jerry Ouellette  | Progressiste-conservateur |
| 41e                                    | 2014-2018     |              | Jennifer French  | NPD                       |
| 42e                                    | 2018-2022     |              | Jennifer French  | NPD                       |
| 43e                                    | 2022–2025     |              | Jennifer French  | NPD                       |
| 44e                                    | 2025-en cours |              | Jennifer French  | NPD                       |

## Circonscription fédérale
Depuis les élections provinciales ontariennes du 4 octobre 2007, l'ensemble des circonscriptions provinciales et des circonscriptions fédérales sont identiques.